# Carinaro
Carinaro község (comune) Olaszország Campania régiójában, Caserta megyében.

## Fekvése
A megye déli részén fekszik, Nápolytól 15 km-re északra valamint Caserta városától 13 km-re délnyugati irányban. Határai: Aversa, Gricignano di Aversa, Marcianise, Santa Maria Capua Vetere és Teverola.

## Története
A község területét már a bronzkorban lakták. Az ókorban ez a vidék a római Atella városához tartozott. Az első írásos említése Cerinaru néven az 5. századból származik. A normann Szicíliai Királyság megalapításával a település az Aversai Grófság része lett. Carinaro 1946-ban nyerte el önállóságát.

## Népessége
A népesség számának alakulása:

## Főbb látnivalói
- Sant’Eufemia-templom